# الكسندر ستيوارت (سياسي نيوزلندي)
الكسندر ستيوارت (بالإنجليزية: Alexander Stuart)‏ هو سياسي نيوزلندي، ولد في 1875، وتوفي في 1954. انتخب عضو مجلس النواب النيوزيلندي.